# Strada A1 (Regno Unito)
La strada A1 (in inglese A1 road, anche nota come Great North Road) è una strada di categoria A britannica che collega Londra a Edimburgo, per una lunghezza complessiva di circa 660 chilometri. È la strada di categoria A più lunga del Regno Unito.

## Storia
La strada A1 rappresenta l'ultima di una serie di percorsi che collegano Londra a nord verso York e oltre.
Fu designata nel 1921 dal Dipartimento per i trasporti nell'ambito del sistema di numerazione delle strade della Gran Bretagna.
Le prime rotte documentate verso nord risalgono ai tempi dei Romani, durante il periodo compreso tra il 43 d.C. e il 410 d.C., e consistevano in diversi itinera riportati nell'Itinerario Antonino. Una combinazione di queste strade venne utilizzata dagli Anglosassoni come percorso da Londra a York e divenne conosciuta come Ermine Street. Successivamente, Ermine Street venne chiamata Old North Road. Una parte di questo percorso a Londra è ora seguita dall'attuale A10. Nel XII secolo, a causa delle inondazioni e dei danni causati dal traffico, venne trovato un percorso alternativo da Londra attraverso Muswell Hill, che divenne parte della Great North Road.
Una strada a pedaggio, la New North Road e Canonbury Road (poi parti della A1200), venne costruita nel 1812 collegando l'inizio della Old North Road intorno a Shoreditch con la Great North Road a Highbury Corner.
Il taglio di Ferryhill (in inglese Ferryhill Cut), un importante intervento ingegneristico inaugurato nel 1923 per migliorare la percorribilità del tracciato attraverso un abbassamento del terreno (detto anche "taglio"), rappresentò uno dei primi esempi di modernizzazione dell’infrastruttura stradale lungo l'A1.

A partire dal 1926 vennero costruite numerose tangenziali, tra cui quelle intorno a Barnet e Hatfield nel 1927; questi bypass furono essenziali per alleggerire il traffico urbano, migliorare la sicurezza stradale e ridurre i tempi di percorrenza, favorendo così un flusso più fluido e diretto lungo l'intero percorso dell’A1. Tuttavia, fu solo intorno al 1954 che queste vennero rinumerate come A1. La tangenziale di Chester-le-Street, inaugurata nel 1931, fu la prima a essere costruita come una strada a doppia carreggiata.
Nel 1960 vennero realizzate le tangenziali di Stamford, Biggleswade e Doncaster, seguite da quella di Retford nel 1961. Nel 1967 furono bypassati Baldock, Eaton Socon e Buckden.
Nei primi anni settanta del XX secolo i progetti di allargamento dell'A1 lungo Archway Road a Londra furono abbandonati dopo una considerevole opposizione e quattro inchieste pubbliche, durante le quali le attività ufficiali di valutazione del progetto furono ripetutamente rallentate e ostacolate dai manifestanti contrari all'opera. Il progetto fu definitivamente annullato nel 1990.
Il tratto in trincea coperta di Hatfield fu aperto nel 1986.
A partire dagli anni sessanta e settanta del XX secolo, alcune sezioni della strada A1 vennero progressivamente elevate a standard autostradale, assumendo la denominazione A1(M), con l'obiettivo di aumentare la capacità e la sicurezza lungo i tratti più trafficati. Nel 1989 il Governo esaminò la proposta di elevare l'intera A1 a status autostradale, ma il progetto fu abbandonato nel 1995, insieme a molti altri piani, in seguito alle proteste contro altre infrastrutture stradali (tra cui il bypass di Newbury e l'estensione della M3 attraverso Twyford Down).

## Percorso
La A1 parte da fuori la stazione della metropolitana di St. Paul's nella Città di Londra, presso la Cattedrale di San Paolo, e arriva fino alla stazione ferroviaria di Edimburgo Waverley, nel centro della capitale scozzese.
Uscendo da Londra, la strada attraversa St. Martin's Le Grand e Aldersgate Street, passa per Islington (dove assume prima la denominazione di Goswell Road e successivamente quella di Upper Street), prosegue lungo Holloway Road, attraversa Archway e Highgate e lambisce East Finchley, Mill Hill e Chipping Barnet.
La strada esce dai confini della Grande Londra poco prima di Potters Bar, nei pressi dello svincolo con la M25; da questo punto fino a Baldock, la strada assume la denominazione A1(M).

Dopo Baldock, la A1 ritorna a essere una strada a doppia carreggiata non autostradale. Questo tratto è caratterizzato dalla presenza di numerose rotatorie (cinque): due a Biggleswade, una a Sandy, una tra Sandy ed Eaton Socon (nota come "Black Cat", la cui rimozione è prevista per il 2025) e un'ultima a Buckden; dopo quest'ultima, per 444 km, non si incontrano più rotatorie fino a Berwick-upon-Tweed.
Tra Buckden e lo svincolo di Brampton Hut, la A1 corre parallela alla A14. Diversi gruppi locali, che vivono lungo questo tratto, stanno attivamente promuovendo una riqualificazione secondo standard equivalenti a quelli della rete autostradale attuale.
Dopo Brampton, da Alconbury fino a Peterborough, la strada torna ad essere classificata come A1(M).
Lambita Peterborough da ovest, la A1 percorre bypass moderni intorno a Stamford, Grantham, Newark-on-Trent, Retford e Blyth.
Dopo Blyth, il tratto che va da qui a Skellow è nuovamente classificato come A1(M). Il breve segmento tra Skellow e Darrington, che ritorna sotto la denominazione A1, non attraversa grandi centri abitati; da Darrington fino a Newcastle upon Tyne, la strada riprende la classificazione A1(M).
Dopo l'interconnessione con la A194(M), la strada torna a essere classificata come A1. Passa quindi vicino alla scultura Angel of the North e al Metrocentre di Gateshead, attraversa le periferie occidentali di Newcastle upon Tyne, Morpeth, Alnwick e Berwick-upon-Tweed, ed entra in Scozia a Marshall Meadows.
Oltrepassa quindi Haddington e Musselburgh, prima di arrivare a Edimburgo, all'estremità orientale di Princes Street, vicino alla stazione di Waverley, all'incrocio con le strade A7, A8 e A900.

## Gestione
La gestione della strada A1 è suddivisa tra più enti, in base alla tratta.
Nel territorio della Grande Londra, tra Angel e il confine con l'Hertfordshire, in seguito al decreto ministeriale n°1117 del 2000, la gestione è passata all'Autorità della Grande Londra, tramite Transport for London.
Nel territorio inglese, la gestione della strada A1 è affidata a National Highways, ente responsabile delle principali strade e autostrade in Inghilterra, fino al confine con la Scozia, situato poco a nord della città di Berwick-upon-Tweed.
In Scozia, la responsabilità della gestione passa a Transport Scotland, l'ente pubblico incaricato della manutenzione e dello sviluppo delle principali strade scozzesi, in conformità con la legge 1984 c.54 (nota come Roads (Scotland) Act).